# Société nationale de mécanisation agricole
La SoNaMa, abréviation de la Société nationale de mécanisation agricole, est une entreprise publique béninoise qui intervient dans les domaines liés à l'agriculture au Bénin,.

## Historique
La sonama voit le jour lors du conseil des ministres du 28 avril 2021. Elle est issue de la transformation de l'Agence nationale de la mecanisation agricole créée en 2019,,,.

## Attributions
La sonama est une société dont la prérogative principale est de moderniser le secteur agricole au Bénin en dotant celui ci, sur toute l'étendue du territoire, de machines agricoles,,,,.